# Miasto Valjevo
Miasto Valjevo (serb. Grad Valjevo / Град Ваљево) – jednostka administracyjna w Serbii, w okręgu kolubarskim. W 2018 roku liczyła 85 962 mieszkańców.